# Jérémy Picard
Jérémy Picard (4 de diciembre de 1989) es un deportista francopolinesio que compitió en judo. Ganó cinco medallas en el Campeonato de Oceanía de Judo entre los años 2008 y 2016.

## Palmarés internacional
| Campeonato de Oceanía | Campeonato de Oceanía        | Campeonato de Oceanía | Campeonato de Oceanía |
| Año                   | Lugar                        | Medalla               | Categoría             |
| --------------------- | ---------------------------- | --------------------- | --------------------- |
| 2008                  | Christchurch (Nueva Zelanda) | Medalla de plata      | Abierta               |
| 2010                  | Canberra (Australia)         | Medalla de oro        | +100 kg               |
| 2011                  | Papeete (Francia)            | Medalla de oro        | +100 kg               |
| 2012                  | Cairns (Australia)           | Medalla de oro        | +100 kg               |
| 2016                  | Canberra (Australia)         | Medalla de plata      | +100 kg               |